# Concerto per pianoforte e orchestra n. 2 (Prokof'ev)
Il Concerto per pianoforte e orchestra n. 2 in sol minore op. 16 è una composizione di Sergej Prokof'ev scritto tra il 1912 e il 1913.
È uno dei più spettacolari e difficili concerti del repertorio per pianoforte e orchestra. Segue a breve distanza il Concerto n. 1 op.10, eseguito nel 1912 dallo stesso compositore poco più che ventenne e che aveva avuto successo, ma anche suscitato pareri contrastanti per via della forma inconsueta, dell'abbondanza di idee concretizzate in una durata ristretta e per le sonorità aspre e frenetiche. Con il Concerto n. 2 Prokof'ev affina le sue risorse e il suo dominio della forma e si porta sulla scia della tradizione virtuosistica ottocentesca, in cui il pianoforte domina sull'orchestra. Di proporzioni architettoniche e lunghezza più consone, sfrutta appieno la forza brutale di un virtuosismo pianistico volutamente grandioso e debordante, simbolo di lotta titanica, sintetizzabile nella lunga cadenza solistica del primo movimento, di estrema difficoltà e grande intensità drammatica, e nell'impetuoso ultimo movimento.
In un periodo in cui i concerti per pianoforte e orchestra continuavano ad aumentare di numero e costituivano spesso veri e propri banchi di prova per i compositori-pianisti, sia presso il pubblico sia in appositi concorsi, a lavori d'impronta sfacciatamente virtuosistica tardo-romantica si alternavano lavori che seguivano la lezione più "sinfonica" d'ascendenza brahmsiana. Il concerto n.2 di Prokof'ev si pone come opera di assoluto rilievo, sia sul piano musicale che su quello strettamente pianistico, competendo con quello che, quattro anni prima, aveva sancito il nuovo limite del concerto romantico, il concerto n.3 di Rachmaninov, e rimanendo nella linea tracciata dal concerto n.1 di Čajkovskij. Lo stesso Prokof'ev ebbe a dire che ci sono concerti in cui il solista collabora molto con l'orchestra (per esempio, nel concerto di Rimskij-Korsakov), ma in questo caso il solista è sacrificato, e altri concerti in cui la parte solistica è ricchissima ma in cui l'orchestra viene un po' sacrificata (per esempio, quelli di Chopin), ascrivendo il proprio concerto n.1 alla prima categoria e il concerto n.2 alla seconda.

## Movimenti
Il concerto è diviso in quattro movimenti (caratteristica è l'assenza di un movimento lento) e la durata media è di circa 32 minuti. La versione attuale è la riscrittura del 1923, in quanto la partitura originale del concerto andò perduta nel 1918 durante la rivoluzione.
1. Andantino - Allegretto - Tempo I
2. Scherzo: Vivace
3. Intermezzo: Allegro moderato
4. Finale: Allegro tempestoso

### 1. Andantino - Allegretto - Tempo I
Andantino, Sol minore, 4/4 - Allegretto, La minore - Tempo I, Sol minore
Il primo movimento è basato su un tema declamato e ondeggiante (l'inconsueta indicazione di Prokof'ev è narrante), introdotto sommessamente dal pianoforte e poi ripreso nella cadenza. Il pianoforte riempie ogni spazio, suona quasi ininterrottamente, l'orchestra soccombe alla sua presenza, ma non senza lottare aspramente. A circa metà del primo movimento il pianoforte rimane solo: è la famosa ed enorme cadenza,  che occupa 10 pagine e monopolizza il movimento, occupandone poco meno della metà. Pianisticamente di difficoltà estrema e probabilmente la più difficile mai composta per un concerto, scritta spesso con l'ausilio del terzo pentagramma per aumentarne la leggibilità, il suo titanismo è evidente anche da due significative e rare indicazioni scritte da Prokof'ev: dopo un inizio sommesso, in cui il pianoforte riprende il primo tema del movimento e il successivo sviluppo orchestrale, arriva un con affetto molto eloquente, durante un crescendo di tensione in cui bruschi lampi di veloci scale balzano fuori tra pesanti accordi, e successivamente un colossale. Tale termine, che già di per sé è virtualmente un unicum, illustra in maniera significativa la grandiosità, la gigantesca e drammatica sonorità che vuole evocare. Questa sezione, di crescente forza drammatica, caratterizzata da vertiginosi arpeggi in ff che svettano ininterrottamente su pesantissimi accordi, ottave e continui salti e incroci di mano, culmina in una serie di martellanti e dissonanti accordi in fff (notati tumultuoso), in cui il parossismo è ormai giunto al massimo grado e si fonde con l'improvviso e tempestoso rientro dell'orchestra al completo, che presto si spegne e lascia al pianoforte, appena accompagnato da un pizzicato degli archi, il compito di riaccennare brevemente il tema iniziale e chiudere il movimento.

### 2. Scherzo: Vivace
Re minore, 2/4
Il secondo movimento, di durata breve (mediamente, sotto i tre minuti) e in tonalità di Re minore, mette ugualmente a dura prova l'abilità del solista: si tratta di un ininterrotto moto perpetuo del pianoforte, in cui le due mani suonano, a distanza d'ottava, la medesima linea melodica, in un veloce (vivace) fluire di semicrome che non conosce pace e che varia solo di dinamica. È un saggio della cosiddetta componente toccatistica e motoria, indicata da Prokof'ev stesso nella propria autobiografia come una delle linee base del proprio stile compositivo. L'orchestra qui conduce il gioco, mentre il pianoforte ne decora con i suoi uniformi trilli, arpeggi e scale (sempre ritmicamente uniformi) le impennate, le sue variazioni ritmiche e le sue tante modulazioni. È inoltre evidente la citazione del carattere della parte centrale del secondo movimento del concerto n.1 di Čajkovskij.

### 3. Intermezzo: Allegro moderato
Sol minore, 4/4
Il terzo movimento, Intermezzo, di nuovo nella tonalità di Sol minore, è una lugubre e serrata marcia, in cui il solista ora decora il pesante incedere orchestrale con secchi guizzi, scale e arpeggi, ora conduce, con marcate figurazioni in terzine (scritte in 12/8 contro il tempo di 4/4 dell'orchestra), accompagnate da marcati salti della mano sinistra e veloci acciaccature. La parte pianistica è virtuosistica, dalla scrittura fantasiosa e originale, con sonorità molto forti e seccamente percussive. Nel finale del movimento, la tensione va aumentando, con un progressivo e furioso crescendo, armonicamente aspro e dissonante, cui il pianoforte partecipa con poderosi accordi in fff, e che si spegne durante alcuni trilli del pianoforte, per concludere il movimento in pp.

### 4. Finale: Allegro tempestoso
Allegro tempestoso, Sol minore, 4/4 - meno mosso, Re minore - più mosso - meno messo, Fa diesis minore, La minore - allegro tempestoso, Do maggiore, Sol minore
Il quarto movimento è di proporzioni più vaste, affine al primo come durata (11-12 minuti) e con uso del virtuosismo più ardito in chiave oratoria e drammatica. La tensione preparata dal terzo movimento si scatena nel brusco attacco, allegro tempestoso, un'esplosiva e violenta contesa tra pianoforte e orchestra lunga 10 battute, dai toni aspri e dal ritmo spezzettato, che continua con un tema del pianoforte basato su ampi e veloci salti di ottava, molto marcati. Questo primo crescendo termina con dei profondi accordi orchestrali, rinforzati delle note gravi della basso-tuba, su una dissonante armonia infarcita di tritoni, con il pianoforte che spolvera la tastiera con veloci salti in ff (precipitato, sullo spartito). A questo punto il movimento cambia di carattere e, dopo alcune spettrali battute, il pianoforte inizia una cadenza e introduce dolcemente un mesto ed evocativo tema in re minore, poi ripreso dai fagotti della rientrante orchestra e ribadito più volte in un crescendo, seguìto dal cambio di tempo (più mosso), in cui il tema viene ancora elaborato, e che si conclude con forte e dissonante accento dell'orchestra (mi bemolle minore seguito da re minore). A questo punto il pianoforte inizia una seconda cadenza (meno mosso), introdotta da una serie di cupi accordi, quasi campana, indicata con penseroso, assai impegnativa tecnicamente, dall'armonia instabile, ricca di oscuri contrasti e di accordi di quinta eccedente; il successivo climax sfocia nel rientro dell'orchestra e nella riproposizione del mesto tema precedente, sempre arricchito dalle vertiginose figurazioni arpeggiate del pianoforte. Verso la fine, un pianissimo ne smorza la tensione, ma questo pianissimo viene annichilito dalla delirante esplosione che aveva segnato l'inizio del movimento: viene riproposto il materiale dell'iniziale allegro tempestoso, se possibile ancora più grandiosamente tumultuoso, fino a concludere il movimento e il concerto stesso.

## Prima esecuzione e affermazione dell'opera
Il concerto n. 2 fu composto tra la fine del 1912 e i primi 8 mesi del 1913, prima e durante una serie di viaggi (Londra, Parigi, Svizzera) intrapresi dal compositore in compagnia della madre, per turismo. È probabile che con un concerto di questo tipo, altamente virtuosistico, Prokof'ev volesse affermarsi in una carriera di pianista-compositore. Fu eseguito per la prima volta a Pavlovsk (San Pietroburgo), il 3 settembre 1913, con al pianoforte lo stesso Prokof'ev e Pëtr Aslanov alla direzione d'orchestra. Secondo i resoconti dei giornali dell'epoca, questa prima esecuzione causò differenti reazioni tra il pubblico: una parte di esso ne fu disturbata e scandalizzata e dimostrò il proprio dissenso con grida e fischi, mentre un'altra parte del pubblico inneggiò alla freschezza e genialità della composizione. Nel 1914 il celebre impresario Sergej Djagilev udendolo a Londra pensò di trarne un balletto, idea successivamente abbandonata per la scarsa realizzabilità pratica. Il concerto fu eseguito per la prima volta in Italia il 7 marzo 1915 a Roma presso l'Accademia nazionale di Santa Cecilia, diretto da Bernardino Molinari e con Prokof'ev al pianoforte: fu un buon successo.
Durante la rivoluzione russa del 1918 la partitura andò perduta e Prokof'ev dovette riscriverla a memoria nel 1923. Non è chiara la misura delle modifiche apportate rispetto all'originale, se mai ci furono. Il critico che aveva recensito il concerto dopo la prima esecuzione del 1913 e che ne aveva stigmatizzato alcuni aspetti negativi aveva parlato di una presunta spietata combinazione cacofonica degli ottoni con cui terminava il concerto, ma nella versione del 1923 attualmente eseguita non ve n'è traccia, pertanto si può ipotizzare o un ripensamento da parte di Prokof'ev durante la riscrittura oppure di un eccesso di fantasia letteraria del suddetto critico. Il concerto ricostruito fu rieseguito con successo l'8 maggio 1924 al Palais Garnier di Parigi, suonato sempre da Prokofiev, con Serge Koussevitzky sul podio. Nel 1926 venne nuovamente eseguito a Roma dallo stesso Prokof'ev, e nel 1930 a Varsavia.
Al dedicatario del concerto, l'amico fraterno Maximilian Schmidthof, è legato un tragico aneddoto. Il 9 maggio 1913 Prokof'ev aveva ricevuto una cartolina nella quale l'amico annunciava il suo suicidio, effettivamente già avvenuto al momento della ricezione (il corpo di Schmidthof fu successivamente ritrovato tempo dopo in un bosco della Finlandia). Prokof'ev rimase fortemente impressionato da questo evento ed è stato più volte ipotizzato (ma mai dimostrato compiutamente) un legame tra questo fatto e la tragicità del movimento finale; probabilmente fu scritto dopo, ma, vista l'insolità drammaticità del movimento, non ipotizzabile dall'andamento del concerto, non è escluso che la violenta impressione avuta dalla notizia abbia influenzato il compositore.

## Interpreti e incisioni
Il concerto n. 2, sebbene opera di straordinaria qualità e in corso di doverosa rivalutazione soprattutto negli ultimi anni, non raggiunse mai la popolarità del successivo concerto n. 3 e non entrò mai nel repertorio correntemente eseguito di molti grandi pianisti (per esempio Svjatoslav Richter, che pure fu grande interprete di Prokof'ev).
Pietro Scarpini ne fu acclamato interprete a metà del XX secolo. Tra le incisioni ufficiali attualmente reperibili (una ventina), spiccano per vitalità e dominio tecnico quelle di Vladimir Aškenazi con André Previn alla guida della London Symphony Orchestra, e di Horacio Gutiérrez con l'orchestra del Royal Concertgebouw diretta da Neeme Järvi.
Altre incisioni disponibili sono quelle di Alexander Toradze con l'Orchestra Kirov diretta da Valerij Gergiev, di Abdel Rahman El Bacha (di cui diciannovenne si ricorda l'exploit al concorso Reine Elisabeth di Bruxelles nel 1978), Nikolaj Demidenko, Vladimir Krajnev, Dagmar Baloghová, Marián Lapšanský, Vladimir Feltsman, Efim Bronfman, Jakov Zak, Kun-Woo Paik, Michel Beroff, Shura Cherkassky, Gabriel Tacchino, Igor Ardašev e più recentemente Oleg Maršev e Yundi Li (quest'ultimo, coi Berliner Philharmoniker sotto la bacchetta di Seiji Ozawa). Nel 2009 Evgenij Kissin ha inciso il concerto n.2 e il n.3 con la direzione di Vladimir Aškenazi per la EMI. 
Ancora da segnalare la registrazione del concerto n.2 da parte di Beatrice Rana nel 2015 per la Warner Classics, orchestra dell'Accademia Nazionale di Santa Cecilia diretta da Antonio Pappano. 
Altri giovani e affermati pianisti russi con doti di prodigioso virtuosismo quali Arkadij Volodos', Boris Berezovskij e Nikolaj Luganskij eseguono correntemente il concerto n. 2, ma non l'hanno ancora inciso (ne sono disponibili alcuni registrazioni live non ufficiali e video durante manifestazioni quali i BBC Proms).